# Araneus illaudatus
Araneus illaudatus là một loài nhện trong họ Araneidae.
Loài này thuộc chi Araneus. Araneus illaudatus được Willis J. Gertsch & Mulaik miêu tả năm 1936.

## Hình ảnh

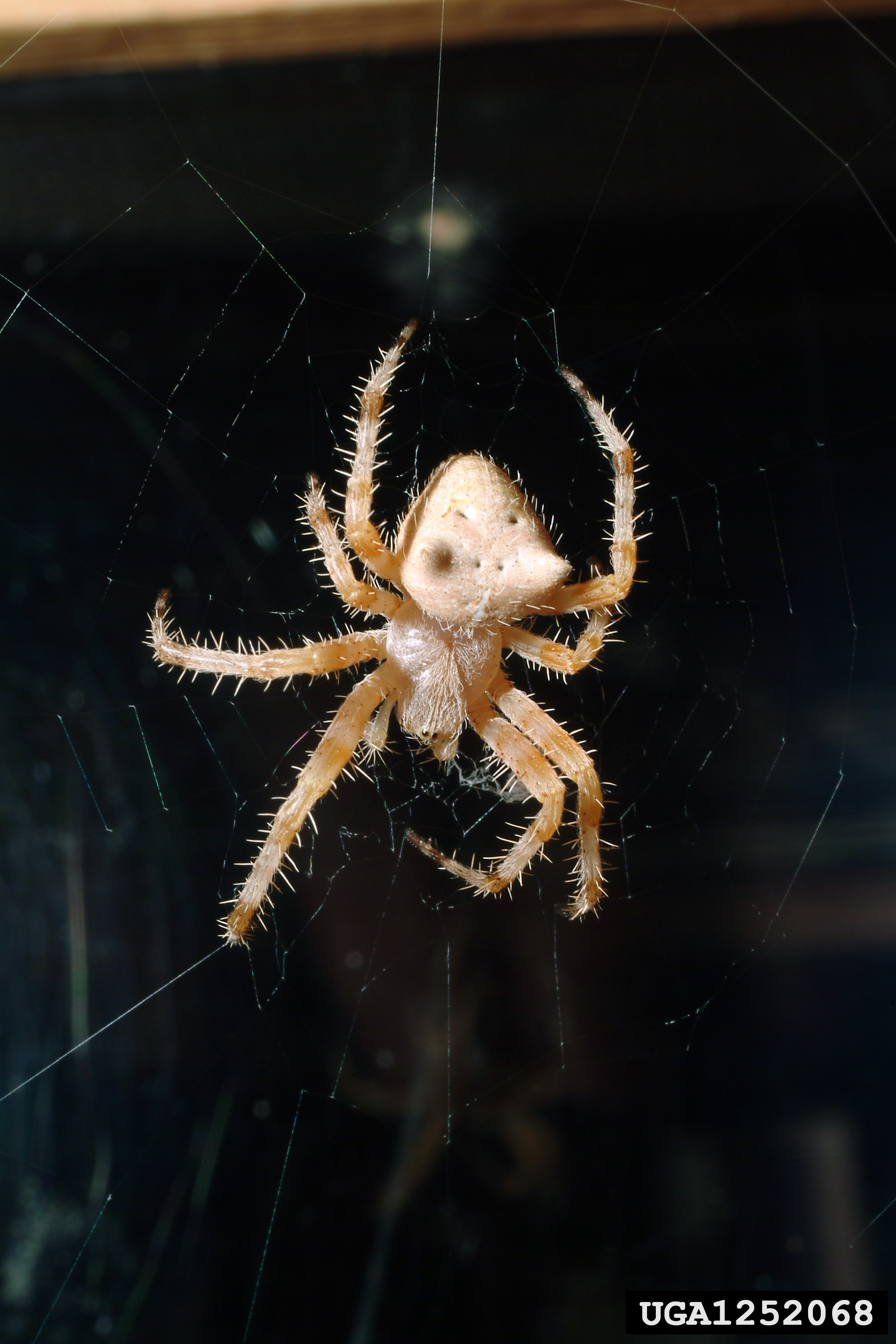